# ノーザン線
ノーザン線（ノーザンせん、英語: Northern Line）はロンドン地下鉄の路線の一つで、地表から深い位置にあるタイプの路線であり、大部分が深い位置に建設されている。1年につき約2億673万4000人もの乗客を運び、この数はロンドン地下鉄ネットワーク（地下交通網）上では最も需要が多く、最も混雑する路線でもある。また、直訳すると『北の路線』になるが、その名前に反して最も南方向へ輸送できる路線であり、テムズ川の南にある29のロンドン地下鉄の駅のうち16の駅に停車している。1890年に開業、全長は58kmで50の駅があり、そのうち36の駅は地下にある。ロンドン地下鉄路線図上では黒色に着色されている。

## 駅

### ハイ･バーネット支線
- ハイ・バーネット
- トテリッジ・アンド・ウェットストーン
- ウッドサイド・パーク
- ウェスト・フィンチリー
- ミル・ヒル・イースト (ラッシュ時を除き、基本的には隣のフィンチリー・セントラル駅間で折り返し運転)
- フィンチリー・セントラル
- イースト・フィンチリー
- ハイゲート
- アーチウェイ
- タフネル・パーク
- ケンティッシュ・タウン

### エッジウェア支線
- エッジウェア駅
- バーント・オーク
- コリンデイル
- ヘンドン・セントラル
- ブレント・クロス
- ゴルダーズ・グリーン
- ハムステッド
- ベルサイズ・パーク
- チョーク・ファーム

### カムデン・タウン
- カムデン・タウン

### チャリング・クロス支線
(また、ウェスト・エンド支線として知られている。)
- モーニントン・クレセント（開業以来使用されたエレベータを置き換える工事のため1992年から1年間の予定で休止したが、工事が遅れ再開したのは1998年になってからだった。その間、再開を求めるキャンペーンも行われたほどだった）
- ユーストン
- ウォーレン・ストリート
- グージ・ストリート
- トテナム・コート・ロード
- レスター・スクウェア
- チャリング・クロス
- エンバンクメント ( エンバンクメント・ピア)
- ウォータールー( ウォータールー・ピア、フェスティバル・ピア)

この支線の南行きの列車は日中ケニントン駅止まりとなる。到着した列車はループ線を通って北行きホームへ回送され、折り返し運用に就く。なお、2021年にはバタシー方面へ延伸開業する予定となっている。

### バンク支線
(また、シティ支線として知られている。)
- ユーストン
- キングズ・クロス・セント・パンクラス  ( 列車はガトウィックとルートン方面へ)
- エンジェル
- オールド・ストリート
- ムーアゲート
- バンク
- ロンドン・ブリッジ ( 列車はガトウィックとルートン方面へ) ( ロンドン・ブリッジ・シティー・ピア)
- ボロ
- エレファント&キャッスル

### モーデン支線
- ケニントン
- オーヴァル
- ストックウェル
- クラパム・ノース
- クラパム・コモン
- クラパム・サウス
- バラム
- トゥーティング・ベック
- トゥーティング・ブロードウェイ
- コリアーズ・ウッド
- サウス・ウィンブルドン
- モーデン

## 廃止駅
- キング・ウィリアム・ストリート (1900年廃止)
- シティー・ロード (1922年廃止)
- サウス・ケンティッシュ・タウン (1924年廃止)
- ノース・エンド （1906年に工事中止）

## ギャラリー

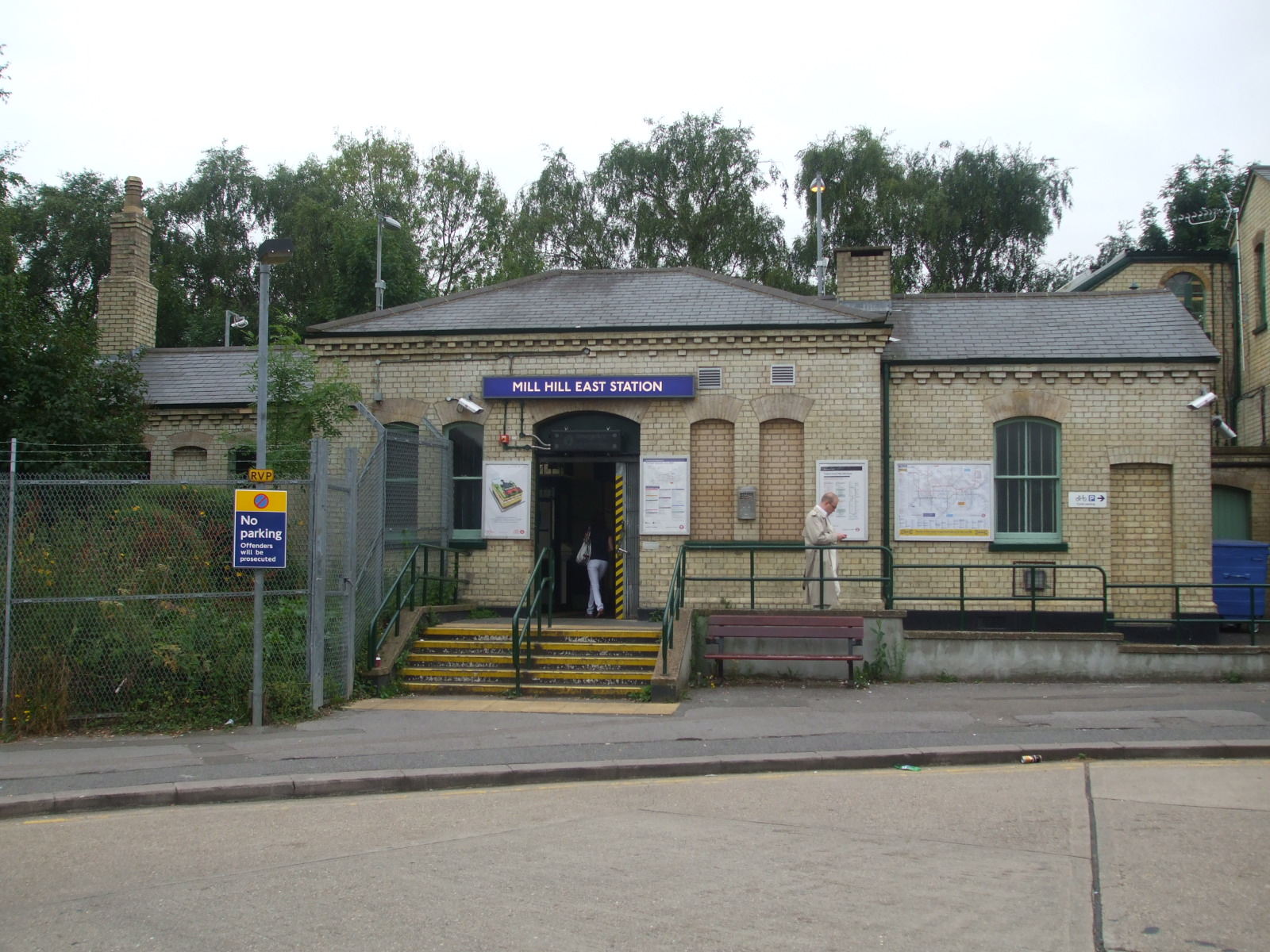
1867年にGNRの駅として開業したミル・ヒル・イースト
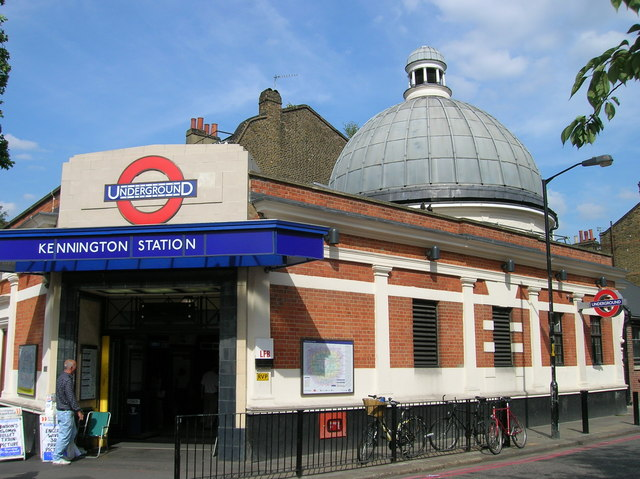
1890年にC&SLRの駅として開業したケニントン
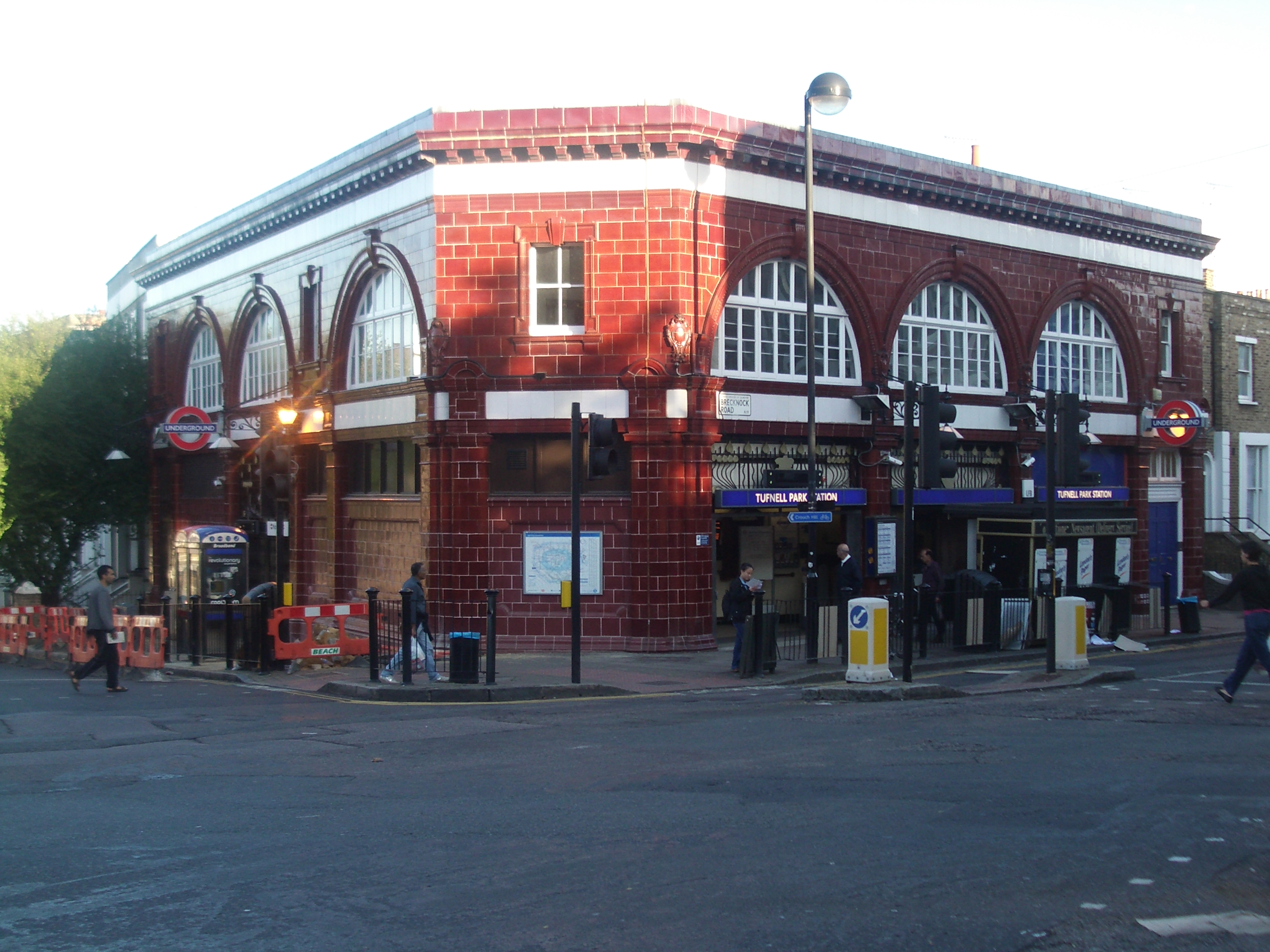
1907年にCCE&HRの駅として開業したタフネル・パーク
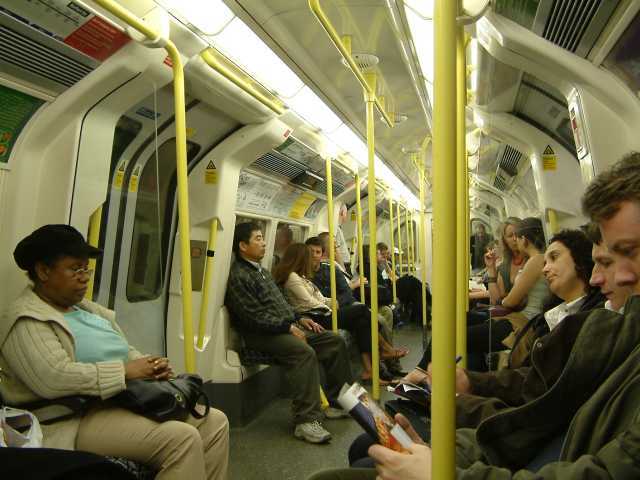
車両の内部
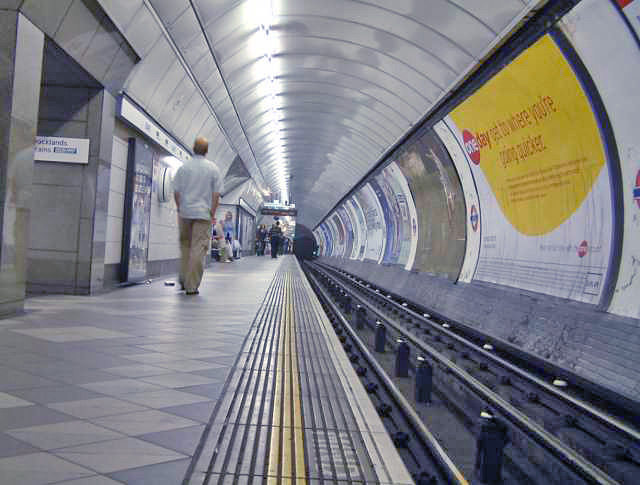
典型的なノーザン線のプラットホーム（バンク駅にて）

## その他
モーデンからバンクを経てイースト・フィンチリーまでの27.8kmの区間でトンネルが連続しており、この区間の全通当時は「世界最長の（連続した）地下鉄トンネル」で、ギネスブックにも「最長の地下鉄トンネル」として掲載されていた。1978年にモスクワ地下鉄カレーシュスコ=リースシュカヤ線（6号線）が延伸してベリャーエボ（Belyayevo）からメドベトコボ（Medvedkovo）までの約30.8kmが連続したトンネルとなり、記録を破られた。